# Frank de Grave
Franciscus Hendrikus Gerardus (Frank) de Grave (ur. 27 czerwca 1955 w Amsterdamie) – holenderski polityk i samorządowiec, działacz Partii Ludowej na rzecz Wolności i Demokracji (VVD), poseł do Tweede Kamer i senator, w latach 1998–2002 minister obrony.

## Życiorys
Ukończył w 1979 studia prawnicze na Uniwersytecie w Groningen, specjalizując się w prawie konstytucyjnym i administracyjnym oraz finansach publicznych. Od 1980 pracował w bankowości, związany zawodowo z bankiem ABN AMRO. Zaangażował się w działalność polityczną w ramach Partii Ludowej na rzecz Wolności i Demokracji. Od 1978 do 1980 przewodniczył jej organizacji młodzieżowej JOVD. W latach 1982–1986 i 1990–1996 zasiadał w radzie miejskiej Amsterdamu. Okresowo pracował w partyjnych strukturach w Drenthe. Od 1990 do 1996 był członkiem zarządu miasta (wethouderem) odpowiedzialnym za finanse i jednocześnie wiceburmistrzem.
W latach 1982–1990 po raz pierwszy zasiadał w Tweede Kamer. Do niższej izby Stanów Generalnych ponownie był wybierany w 1998, 2002 i 2003. W lipcu 1996 w rządzie Wima Koka objął stanowisko sekretarza stanu w resorcie spraw społecznych i zatrudnienia, odpowiadając za kwestie socjalne i warunki pracy. W sierpniu 1998 w drugim gabinecie tego premiera został powołany na stanowisko ministra obrony. Urząd ten sprawował do lipca 2002.
W 2004 odszedł z parlamentu. Obejmował różne stanowiska w przedsiębiorstwach sektora bankowego i medycznego, zajął się również prowadzeniem własnej działalności w branży konsultingowej. W 2011 z ramienia VVD wszedł w skład Eerste Kamer.
Odznaczony Orderem Oranje-Nassau klasy IV (2002).